# کوه شاه جهان

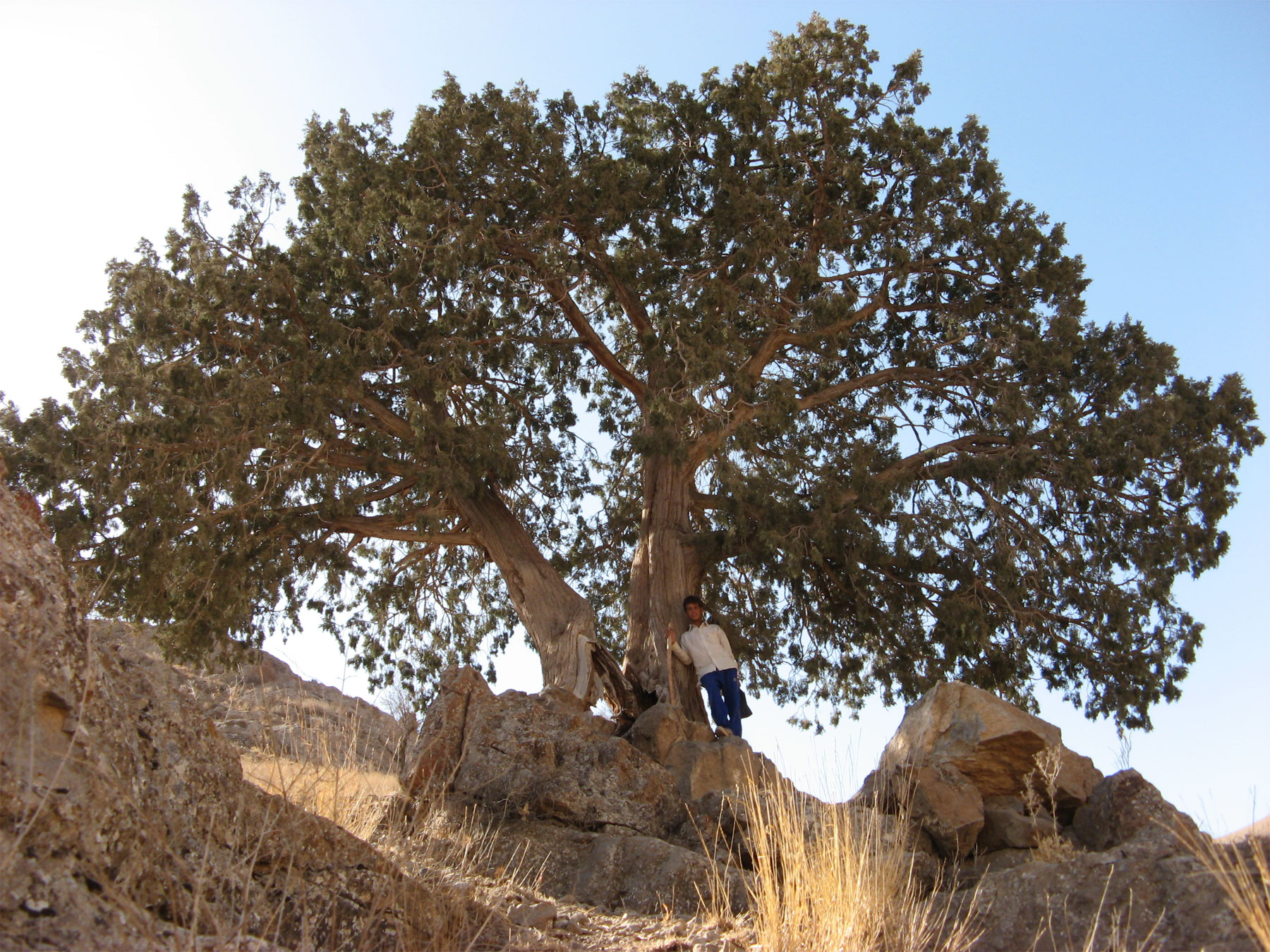
سرو کوهی در روستای تبریان (فاروج)

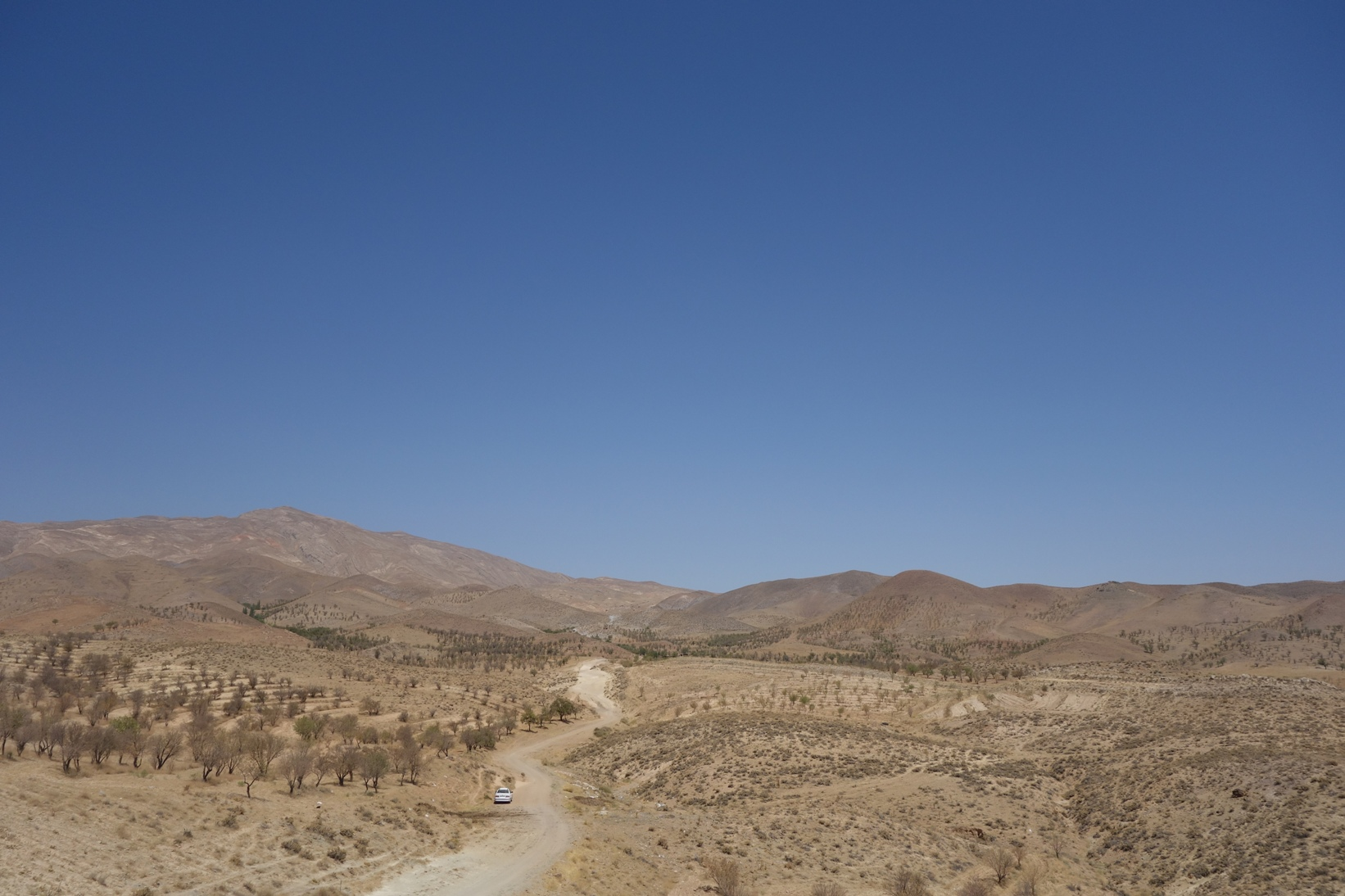
مسیر کوه

کوه شاه‌جهان، با ارتفاع ۳۰۶۴ متر بلندترین نقطه کوه‌های آلاداغ و استان خراسان شمالی در شمال شرق ایران است. این کوه در بخش جنوب شرقی کوه‌ های آلاداغ و جنوب شهرستان شیروان، جنوب‌غربی شهرستان فاروج و شمال شهرستان بام و صفی‌آباد و شرق شهرستان اسفراین قرار دارد. شهرهای فاروج و شیروان به ترتیب در شمال شرق و شمال، شهر اسفراین در غرب و شهر بجنورد که مرکز استان خراسان شمالی است در جنوب غرب این کوه قرار دارند. کوه شاه‌جهان عمدتاً در دوره‌های میوسن و پلیوسن شکل گرفته و بخش عمده سنگ‌های تشکیل‌دهنده آن متعلق به دوره ژوراسیک است.
قلهٔ شاه‌جهان' در زبان رایج محلی شایجان خوانده می‌شود شایجان در زبان و گویش مردم منطقه و اشعار فولکلور بعنوان نام بانوان استفاده می‌شود که از گذشته دور تاکنون مرسوم بوده است و کُتبی همچون همراز با نواهای شاهجهان (شایجان) به (زبان کرمانجی، ترکی، فارسی) نوشته احمد عضدی و نوروزعلی نوروزی و کتاب سفرنامه از شایجان تا شاهجهان نوشته یوسف علی یوسف نژاد تألیف شده‌اند این کوه به علت پهناوری بسیار در چهار شهرستان استان خراسان شمالی گسترده شده است. در شمال قله شاه جهان روستاهای گلیان، بلقان، اسطخری و امیرانلو و شهرستان شیروان قرار دارند. در جنوب قله شاه جهان روستاهای (بانیدر) جهان، نوده بام، آغش، بیش آباد و شهرستان بام و صفی‌آباد واقع شده‌اند. در شرق قله شاه جهان روستای خسرویه، تبریان و مگچی روستای هشت مرخ و در شمالشرق شهرستان فاروج قرار دارد، و از غرب به النگ‌زار بسیار زیبا و وسیع دشت میدان جیک و شهرستان اسفراین وصل است و در انتهای غربی میدان جیک قلهٔ کرکزای قرار دارد. مسیر صعود به قلهٔ از شمال روستای بانیدر اسفراین آغاز و با
۳ ساعت پیاده‌روی به پایان می‌رسد و همچنین برای صعود اول صبح می‌توان شب را در اقامتگاه هدایتی در روستای بانیدر گذراند و برای صعود به قله آماده بود.
بعضی بر این باورند که علت نامگذاری قله شاه جهان به این نام، وجود قبر زنی سرداره به‌نام شاه جهان است که حدود ۳۰۰ سال پیش حاکم یا کدخدای منطقه بوده و در این قله دفن گردیده است.
پوشش گیاهی شاه جهان درختان ارس، زرشک کوهی، کاسنی، پونه، آنخ، آق باش، اسطوقودوس، انواع درمنه، گون، سیاه تلو، انواع گل‌های لالهٔ وحشی و مراتع وسیع و صدها گونهٔ ناشناختهٔ دیگر است.
کوه شاه جهان به لطف پوشش گیاهی مناسب و آب فراوان زیستگاه بی‌شماری از جانوران و زیر عنوان پارک ملی ساریگل است؛ وجود گله‌های قوچ و میش، کله بز، در هر دره‌ای به چشم می‌خورد و شکارچیان زیادی را به وسوسه می‌اندازد.
گرگ، پلنگ، روباه، شغال، آهو، گراز، گربهٔ وحشی پالاس، مارمولک، موش، مار، خرگوش و تشی و از پرندگان کبک، تیهو، کبوتر، بلدرچین و عقاب طلایی مکرراً مشاهده می‌شود
در ضلع شمال‌غربی قله، برف‌چال واقع شده است و به علت این که اشعهٔ زرین خورشید کمتر به آن منطقه می‌رسد تا اواخر مرداد ماه برف ماندگاری دارد، در سال‌های گذشته برف آنجا تا زمستان سال بعدی می‌ماند.
چشمهٔ کبابی در شمال قله، چشمه‌های تخت رستم و چشمهٔ رستم درکاسه قله قرار دارند، رودخانهٔ بیدواز رود پرآبی است که از ارتفاعات شاه جهان سرچشمه می‌گیرد؛ و وجود یک آبشار بسیار زیبا در دامنهٔ شمالی قله و در دره‌ای زیبا مشرف به اسطخری معروف به آبشار اسطخری است، که گردشگران و طبیعت دوستان زیادی را جذب می‌کند.
روستای خسرویه فاروج در دامنهٔ رشته‌کوه‌های شاه جهان و در شمال‌شرق آن در دل دره‌ای سرسبز جای گرفته است. باغ‌های میوهٔ بسیاری دارد و از روستاهای هدف گردشکری استان است. روستا از بافت سنتی و معماری بسیار غنی برخوردار است، خسرویه زادگاه عالم ربانی آقا نجفی قوچانی است.
در دامنه‌های کوه دام‌های بسیاری از عشایر و روستائیان به چشم می‌خورد و با وجودی که پوشش نسبتاً خوبی دارد اما چرای دام باید با نظارت و کنترل بیشتر و مناسب با مراتع پیش برود. به برکت نزولات آسمانی در شاه جهان وجود آب در ارتفاعات پایین و پیرامون آن کشاورزی دیم و آبی و باغداری بسیار رایج است.
نمونهٔ آن روستاهای بلقان و اسطخری در شمال، روستای هشت مرخ، استاد و خسرویه در شمال شرق، تبریان و مگچی در شرق، نوده بام و جهان در جنوب که باغات انگور، گلابی، گیلاس، آلبالو، زردآلو، هلو و سیب فراوان می‌باشد. در جنوب شاه جهان باغات دیمهٔ بادام بسیاری وجود دارد که مربوط به طرح طوبی در اوایل انقلاب است و محصولات خوب و فراوانی دارد.